# Carlos Veiga
Carlos Alberto Wahnon de Carvalho Veiga (Mindelo, 21 ottobre 1949) è un politico capoverdiano.
È stato Primo ministro di Capo Verde dall'aprile 1991 al luglio 2000.

## Biografia
Nato a Mindelo, São Vicente, nel 1950, ha frequentato la scuola a Praia sull'isola di Santiago e, in seguito, si è laureato nel 1971 presso l'Università di Lisbona in giurisprudenza. Il nonno materno, ebreo di Veiga, emigrò a Capo Verde da Gibilterra nel 1940. È il primo ambasciatore di Capo Verde in Israele di origine ebraica. 
Dopo aver vissuto brevemente in Angola dal 1972 al 1974, Veiga tornò a Capo Verde nel 1975, anno in cui si unì al Partito Africano per l'Indipendenza della Guinea e di Capo Verde (PAIGC), che nel 1981 a seguito della rottura con la Guinea-Bissau divenne il Partito Africano dell'Indipendenza di Capo Verde (PAICV). Durante il suo periodo nel PAIGC, Veiga ha servito il Ministero della Pubblica Amministrazione dal 1975 al 1980 come giudice.  
Dopo aver lasciato il Partito Africano per l'Indipendenza di Capo Verde, ha ripreso la sua carriera legale e ha guidato l'ordine degli avvocati di Capo Verde dal 1982 al 1986. 
Ha concorso senza successo in rappresentanza del Movimento per la Democrazia alle elezioni presidenziali a Capo Verde del 2001 e del 2006. Nel 2001 ha perso per soli 17 voti contro Pedro Pires, mentre nel 2006 è risultato sconfitto sempre da Pires con una differenza di circa 3300 voti.